# Thủng đường tiêu hóa
Thủng đường tiêu hóa, hay thường được gọi là thủng ruột, là một lỗ xuất hiện trên thành một phần của đường tiêu hóa. Đường tiêu hóa gồm có thực quản, dạ dày, ruột non và ruột già. Bao gồm triệu chứng đau bụng dữ dội và âm ỉ. Khi lỗ thủng nằm ở trong dạ dày hoặc phần đầu của ruột non, khởi phát đau thường đột ngột, trong khi đó một lỗ thủng ở ruột già có thể khởi phát chậm hơn. Tính chất cơn đau thường không đổi. Nhiễm trùng máu, với nhịp tim nhanh, tăng nhịp thở, sốt và lú lẫn có thể xảy ra.
Nguyên nhân có thể do chấn thương từ một vết dao đâm, ăn phải vật sắc nhọn hoặc thủ thuật y tế như nội soi đại tràng, tắc ruột do xoắn ruột, ung thư đại trực tràng hoặc viêm túi thừa, viêm loét dạ dày tá tràng, ruột thiếu máu cục bộ và một số bệnh nhiễm trùng bao gồm cả nhiễm trùng ruột do C. difficile. Một lỗ thủng làm những gì có bên trong ruột dễ dàng xâm nhập vào khoang bụng. Như sự xâm nhập của vi khuẩn dẫn đến tình trạng viêm phúc mạc hoặc hình thành một áp-xe.  Một lỗ thủng trong dạ dày cũng có thể gây ra viêm phúc mạc hóa học do axit dạ dày. CT scan thường là phương pháp chẩn đoán tốt hơn; tuy nhiên, khí tự do từ lỗ thủng có thể nhìn thấy trên phim X quang thường.
Thủng bất cứ nơi đâu dọc theo đường tiêu hóa thường đòi hỏi phải phẫu thuật khẩn cấp qua phương pháp phẫu thuật bụng thăm dò. Phẫu thuật thường được tiến hành phối hợp với tiêm tĩnh mạch và kháng sinh.  Một số loại thuốc kháng sinh khác nhau có thể được dùng như piperacillin/tazobactam hay sự kết hợp giữa ciprofloxacin và metronidazole. Thỉnh thoảng lỗ thủng có thể được khâu lại, trong khi những trường hợp khác cần phải cắt bỏ ruột. Ngay cả với điều trị tích cực nhất, nguy cơ tử vong cũng lên đến 50%. Có khoảng 1 trên 10.000 người xuất hiện một lỗ loét dạ dày mỗi năm, trong khi một lỗ viêm túi thừa mỗi năm gặp ở 0,4 trên 10.000 người.